# Hagström Super Swede

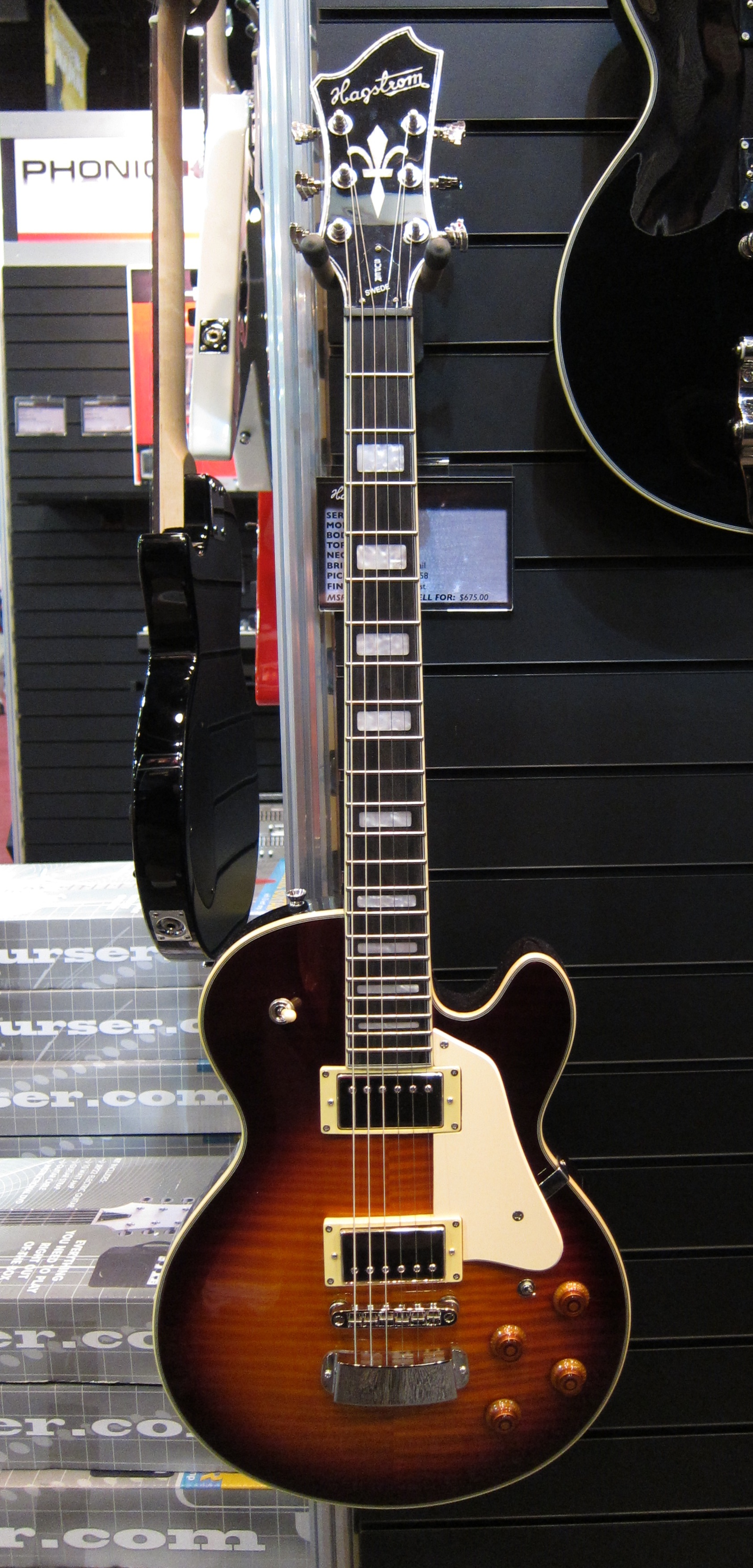
Hagström Super Swede (2010)

Die Hagström Super Swede ist ein Solidbody-E-Gitarren-Modell des schwedischen Musikinstrumentenherstellers Hagström.

## Geschichte
Das Modell Super Swede wurde zunächst von 1958 bis 1982 in Schweden hergestellt. Da die Firma 1982 wegen wirtschaftlichen Misserfolgs die Produktion einstellen musste, wurde auch die Herstellung der Super Swede unterbrochen. Seit dem Jahr 2005 wird eine Neuauflage der Hagström Super Swede in den USA gebaut. Eine günstigere Variante des Modells wird in China gefertigt.

## Konstruktion
Die Gitarre ähnelt in der Konstruktion einer Gibson Les Paul und ist auch weitgehend aus den gleichen Hölzern konstruiert. Der Korpus ist insgesamt 4,5 cm dick und hat eine Basis aus Mahagoni. Auf diese Basis ist eine 1 cm dicke, gewölbte Decke aus Ahornholz aufgeleimt.
Der Hals der Gitarre besteht ebenfalls aus Mahagoni, ist am zwölften Bund in den Korpus eingeleimt und mit einem innenliegenden, H-förmigen Halsspannstab ausgestattet, der einem Verziehen des Halses entgegenwirken soll. Die Super Swede hat eine Mensur von 648 mm. Das Griffbrett der Gitarre besteht nicht wie bei vielen anderen E-Gitarrenmodellen aus Ebenholz, Palisander oder Ahornholz, sondern aus Resinator Wood. Dabei handelt es sich um Holzblätter, die in einem Vakuum miteinander verleimt werden. Aufgrund seiner Steifigkeit wirkt das Material dem Verziehen des Halses zusätzlich entgegen.
Bei der Neuauflage des Instruments werden Hagströms hauseigene elektromagnetische Tonabnehmer des Typs Hagström 58 verwendet. Sie sind wie bei Les-Paul-Modellen angeordnet (je ein Tonabnehmer in Hals- und Stegposition) und wie dort mit den Lautstärke- und Tonreglern verkabelt. Anders als bei Les-Paul-Modellen ist es allerdings möglich, die doppelspuligen Hagström-Humbucker als einzelspulige Single-Coil-Tonabnehmer zu schalten.
Der größte Unterschied zu einer Les Paul ist die von Hagström verwendete Brücke. Die Firma verwendet ihr hauseigenes Modell. Jede Gitarrensaite wird einzeln durch einen zweifach verschraubten Gussblock aus Messing geführt. Zwischen Gussblock und Korpus liegt eine 3 mm dicke Platte aus Plexiglas, um die Schwingungen der Saiten beim Spielen des Instruments möglichst wenig zu beeinträchtigen. Dadurch soll sich ein Maximum an Ausschwingdauer der Saiten (englisch: Sustain) entwickeln.
An der Kopfplatte der Gitarre sind die hauseigenen Stimmmechaniken in 3:3 Anordnung befestigt. Die Übersetzung der Mechaniken hat das Verhältnis 18:1 – das bedeutet, dass sich deren Achse bei 18 Drehungen des Wirbelflügels einmal um sich selbst dreht.
Die Super Swede ist laut Website des Herstellers in den Lackierungen Black gloss (schwarz), White (weiß), Cosmic black burst (ein transparentes Schwarz), WCT flame maple (rot mit durchscheinender Ahorndecke), Vintage sunburst (ein Farbverlauf von schwarz am Rand zu orange in der Korpusmitte) und Cherry sunburst (am Rand kirschrot und zur Korpusmitte hin orange) erhältlich.